# Groep van de Hoyoux
De Groep van Hoyoux is een groep gesteentelagen in de ondergrond van België. De Groep van Hoyoux bestaat grotendeels uit kalksteen en behoort tot het laatste deel van het Viséaan (rond 330 miljoen jaar geleden - plaatselijk wordt dit tijdperk in het Vroeg-Carboon het Liviaan genoemd).
De Groep van Hoyoux is ongeveer 115 meter dik in het dal van de Hoyoux, waaraan de naam is ontleend. De groep wordt in twee formaties ingedeeld. In beide worden twee leden onderscheiden:
- de Formatie van de Bonne
  - het Lid van Thon-Samson, een opeenvolging van dunne, platige kalksteenbanken
  - het Lid van Poilvache, een opeenvolging van lichtgrijze massieve kalksteenbanken
- de Formatie van Anhée, massieve en meestal donkergekleurde kalksteenbanken, op sommige niveaus dunne steenkoollaagjes ertussen. 
  - in deze formatie komen twee leden voor: een boven- en een onderlid.

Het Carboon is in België onderdeel van de Paleozoïsche sokkel. De Groep van Hoyoux komt alleen voor in de Condroz en de synclinoria van Dinant en Namen. Het Carboon is daar sterk geplooid en de formaties dagzomen als langgerekte banden in het landschap. Ten oosten van Luik worden gesteentelagen met dezelfde ouderdom ingedeeld bij de Groep van Juslenville.
De Groep van Hoyoux ligt boven op oudere formaties uit het Viséaan zoals de Formatie van Lives of de Formatie van de Grands Malades. De groep bevindt zich vrijwel overal direct onder de Steenkoolgroep uit het Namuriaan (Laat-Carboon).